# Eupelmus rhododorus
Eupelmus rhododorus är en stekelart som beskrevs av Perkins 1910. Eupelmus rhododorus ingår i släktet Eupelmus och familjen hoppglanssteklar. Inga underarter finns listade i Catalogue of Life.